# Giuse Lê Quý Thanh
Giuse Lê Quý Thanh (1900–1974) là một giám mục người Việt Nam của Giáo hội Công giáo Rôma. Ông từng đảm trách vai trò Giám mục phó Giáo phận Phát Diệm trong suốt hơn 10 năm từ năm 1963 đến năm 1974. Khẩu hiệu Giám mục của ông là: Chúc tụng Chúa.
Giám mục Thanh quê tại Hà Nam, từ nhỏ theo con đường tu trì. Năm 34 tuổi, ông được truyền chức linh mục của Địa phận Phát Diệm. Thời kỳ làm linh mục, ông đảm nhiệm nhiều vai trò quan trọng khác nhau tại địa phận: Giáo sư Tiểu chủng viện Phúc Nhạc, giám đốc trường Thầy giảng Phát Diệm và giáo sư trường Thần học Thượng Kiệm sau đó trở thành linh mục Tổng đại diện địa phận năm 1959.
Giáo phận Phát Diệm thành lập nhờ việc thiết lập hàng giáo phẩm Công giáo tại Việt Nam. Mồng 1 Tết Nguyên Đán năm 1964, giám mục chính tòa Bùi Chu Tạo tấn phong tân giám mục phó tại Nhà thờ chính tòa Phát Diệm. Trong khoảng thời gian làm giám mục, ông không thể rời Phát Diệm do hoàn cảnh.
Giám mục Lê Quý Thanh được ghi nhận có những bài giảng trở thành tư liệu văn học Công giáo quý giá và sống tư cách giám mục nhưng phải thực hiện nhiều vai trò khác nhau do thiếu nhân sự.

## Thân thế
Giám mục Giuse Lê Quý Thanh sinh ngày 19 tháng 3 năm 1900 tại An Hòa, nay thuộc phường Châu Giang, thị xã Duy Tiên, tỉnh Hà Nam, thuộc Tổng giáo phận Hà Nội. Ông là cháu ba đời của bác học Lê Quý Đôn, theo thông tin từ gia đình và theo sách Hội đồng Giám mục Việt Nam, 1980–2000 của tác giả Trần Anh Dũng. Tuy vậy, theo Kỷ yếu Giáo phận Phát Diệm, thông tin này không thể kiểm chứng.
Thuở thiếu thời, cậu Thanh là nghĩa tử của linh mục Đinh, cựu giám đốc Trường Trung Tiểu học “Cụ Đinh” của địa phận.

## Thời kỳ linh mục
Theo đuổi con đường tu tập từ nhỏ, ngày 17 tháng 3 năm 1934, Phó tế Giuse Lê Quý Thanh tiến đến việc được thụ phong chức vị linh mục. Nghi thức truyền chức linh mục được cử hành bởi Giám mục Gioan Baotixita Nguyễn Bá Tòng. Tân linh mục trở thành thành viên linh mục đoàn Hạt Đại diện Tông Tòa Phát Diệm. Sau khi được truyền chức, tân linh mục được bổ nhiệm làm giáo sư lớp 3 Tiểu chủng viện Phúc Nhạc và giữ chức vụ này đến năm 1943. Thời gian ngắn từ năm 1944 đến năm 1945, ông là Giám đốc trường Thầy Giảng.
Năm 1945, linh mục Lê Quý Thanh được chọn làm giám đốc Trường Thử tại Trì Chính. Năm 1947, ông được thuyên chuyển đảm nhận vai trò linh mục chính xứ giáo xứ Hiếu Thuận. Sau khoảng thời gian hơn một thập niên tại giáo xứ này, ông được chọn làm giáo sư chủng sinh chủng viện Phúc Nhạc cũ, đã dời về Thượng Kiệm. Ông chỉ đảm nhận vai trò giáo sư này trong thời gian ngắn từ năm 1958 đến năm 1959.
Ngày 7 tháng 9 năm 1959, linh mục Lê Quý Thanh được bổ nhiệm làm linh mục Tổng quyền (Tổng Đại diện) Hạt Đại diện Tông Tòa Phát Diệm. Do thiếu linh mục, ông được điều chuyển làm linh mục chính xứ Văn Hải và đảm nhận vai trò này trong giai đoạn từ năm 1960 đến năm 1964.

## Thời kỳ giám mục
Sau đó khi được chọn làm tổng đại diện ít năm, năm 1963, Tòa Thánh loan báo tuyển chọn linh mục Tổng đại diện Lê Quý Thanh làm Giám mục Phó Giáo phận Phát Diệm, với danh hiệu giám mục hiệu tòa Septimunicia.
Ngày 13 tháng 2 năm 1964 đồng thời cũng là ngày Mồng Một tết Nguyên Đán, lễ tấn phong tân giám mục Giuse Lê Quý Thanh được tổ chức, với vị giám mục chủ phong là Giám mục chính tòa Giáo phận Phát Diệm Phaolô Bùi Chu Tạo. Lễ tấn phong cử hành tại nhà thờ chính tòa Phát Diệm với các nghi lễ được đơn giản hóa. Đồng tế với giám mục Bùi Chu Tạo còn có hai linh mục khác và đông đảo giáo dân tham dự. Sau lễ tấn phong, giám mục Bùi Chu Tạo mới công bố về việc giáo phận có tân giám mục phó cho tất cả giáo dân giáo phận. Tân giám mục có tầm vóc to cao và khỏe mạnh. Lễ tấn phong được tổ chức sau khi bổ nhiệm giám mục được khá lâu, theo trích dẫn từ tờ The Florida Catholic.
Trong khoảng thời gian làm giám mục phó, giám mục Lê Quý Thanh chỉ định cư tại Phát Diệm. Vì hoàn cảnh thiếu linh mục, ông phải thực hiện mọi nghĩa vụ của giám mục, đồng thời các công việc của những vai trò khác của linh mục quản xứ, thầy giảng, người quản lý sổ sách. Ông cũng phải thực hiện các công việc nội trợ như tự giặt quần áo, quét dọn nhà cửa,... Trong thời gian làm giám mục phó, ông sống tại Tòa giám mục và hỗ trợ giám mục Bùi Chu Tạo do giám mục này đã ốm yếu. Ông từng đến tản cư tại giáo xứ Phát Ngoại trong năm 1972 và sinh sống tại đây hơn một năm, do Nhà thờ chính tòa Phát Diệm bị Mỹ ném bom.
Những bài giảng lễ của giám mục Lê Quý Thanh soạn kỹ lượng và tham khảo sách báo tiếng Việt, tiếng Pháp. Những bài soạn này hiện đang lưu trữ tại Nhà Chung (Tòa giám mục) Phát Diệm và được đánh giá là những tài liệu quý giá trong kho tàng văn học Công giáo Việt Nam. Ông có tài hùng biện, thông thạo tiếng Pháp.
Die Apostolische Nachfolge cho rằng giám mục Lê Quý Thanh được biết đến là vị giám mục được tấn phong bí mật đầu tiên của Giáo hội Công giáo Việt Nam.
Giai đoạn cuối đời, Giám mục Lê Quý Thanh mắc bệnh cao huyết áp, vài lần ngất xỉu giữa nhà thờ. Sau ba tuần bệnh liệt giường, giám mục Thanh qua đời ngày 7 tháng 5 năm 1974 tại Ninh Bình, hưởng thọ 74 tuổi. Thi hài cố giám mục được an táng trong gian cung thánh nhà thờ chính tòa Phát Diệm.

## Lời kể
| “                                                                                        | Giám mục Giuse Lê Quý Thanh suốt 10 năm trời làm giám mục, ngài sống trong âm thầm, chuyên lo giúp đỡ cho Giám mục Phaolô mọi việc, không bao giờ bước chân ra khỏi Phát Diệm, trừ thời gian sơ tán tại Phát Ngoại chừng một năm. Cha Luca Trần Hùng Sỹ kể lại rằng có lần người về Phát Diệm thăm hai đức giám mục, người thấy cả hai vị đang tự mình ngồi giặt quần áo và quét phòng riêng của mình, còn thầy cai Phú thì đang hái rau muống cạnh hố bom. Cha Luca Hùng Sỹ cũng kể lại rằng chính mắt người nhìn thấy quyển Sách Lễ tiếng Việt mà Giám mục Lê Quý Thanh chép tay từ đầu chí cuối, vì bấy giờ cả Tòa Giám mục chỉ có một quyển của Giám mục chính Bùi Chu Tạo. Khi những trận bom trở nên khốc liệt hơn, hai đức giám mục phải rời Tòa Giám mục đi sơ tán hai nơi: Giám mục chính Phaolô Bùi Chu Tạo trú ngụ tại giáo họ Phát Thượng, Giám mục phó Giuse Lê Quý Thanh tại họ Phát Ngoại, Phát Diệm. | ” |
| — theo "Đức cố Giám mục Phaolô Bùi Chu Tạo với những thăng trầm của Giáo phận Phát Diệm" | |   |

## Tông truyền
Giám mục Giuse Lê Quý Thanh được tấn phong giám mục năm 1964, dưới thời Giáo hoàng Phaolô VI, bởi:
- Giám mục chủ phong: Phaolô Bùi Chu Tạo, giám mục chính tòa Tiên khởi Giáo phận Phát Diệm.